# Josef Ibrahim
Josef Ibrahim (sinh ngày 13 tháng 3 năm 1991) là một cầu thủ bóng đá người Thụy Điển gốc Liban thi đấu cho BK Forward ở vị trí tiền vệ.

## Sự nghiệp

### Sự nghiệp câu lạc bộ
Anh trải qua hầu hết sự nghiệp cho các đội bóng Thụy Điển và Phần Lan, đáng chú ý là Örebro SK và IFK Mariehamn.

### Sự nghiệp quốc tế
Anh có lần đầu được triệu tập bởi Giuseppe Giannini để thi đấu cho Liban trước Pakistan để chuẩn bị cho trận đấu Vòng loại Cúp bóng đá châu Á 2015 trước Thái Lan, nhưng anh không ra sân trận nào.